# SAKURAドロップス/Letters
「SAKURAドロップス/Letters」（サクラドロップス/レターズ）は、2002年5月9日にリリースされた、宇多田ヒカルの11枚目のシングル。

## 概要
発売されたCDやそのCDの帯では両A面扱いとなっており、シングルコレクションやベストアルバムにも両曲とも収録されているが、実質「Letters」はタイアップなどがあったもののPVなども作成されておらず、カップリングのような扱いである。これはこの時期、宇多田自身が体調を崩してしまったためPV製作がなくなったものと考えられる。
このシングルのリリース以後に開催された全ての国内ライブ並びに全米ツアーで「SAKURAドロップス」が披露されている。「Letters」も同様であったが、Hikaru Utada Laughter in the Dark Tour 2018では披露されなかった。

## 楽曲解説

### SAKURAドロップス
曲名の「SAKURAドロップス」は散った桜の花の意であるが、サクマドロップスともかけてある。このシングルが発売されてからしばらくサクマドロップスの売り上げが上がったという。PVには伊藤若冲の『鳥獣花木図屏風』や『動植綵絵』が使用されている。
日本音楽著作権協会（JASRAC）の著作権使用料分配額（国内作品）ランキングでは、「SAKURAドロップス」が2002年度の年間7位を獲得した。

### Letters
「Letters」には、CharとGLAYのHISASHIがアコースティック・ギターで参加している。また、幼い頃からニューヨークでの生活を安定させるため、日本で場末のキャバレーなど地方回りをして稼ぐ母の藤圭子は、娘の知らぬ間に仕事へ出掛けていたことから、宇多田は「Letters」で「いつも置き手紙　ああ夢の中でも　電話越しでも　ああ声を聞きたいよ」と歌っている。

## 収録曲
1. SAKURAドロップス(5:01)
編曲:宇多田ヒカル & 河野圭
TBS系テレビドラマ「First Love」主題歌
2. Letters(4:47)
編曲:河野圭 & 宇多田ヒカル
NTTドコモ FOMAのCMソング（本人出演）
3. SAKURAドロップス -Original Karaoke-(5:01)
4. Letters -Original Karaoke-(4:44)

## 参加ミュージシャン
- 宇多田ヒカル:all vocals（#1,2）、basic programming（#1,2）

| SAKURAドロップス - 河野圭：keyboards、programming - 常見和秀：synthesizer programming - 秋山浩徳：electric guitar - 本田 Larry 優一郎：guitar sample - Kanzo：guitar sample Letters - 河野圭：keyboards、programming - 常見和秀：synthesizer programming - Char：acoustic guitar - 鳥山雄司：acoustic guitar - HISASHI (GLAY)：acoustic guitar - 秋山浩徳：acoustic guitar - Skingg：acoustic guitar - 本田 Larry 優一郎：acoustic guitar |

## 収録アルバム
SAKURAドロップス
Letters
- 『DEEP RIVER』
- 『Utada Hikaru SINGLE COLLECTION VOL.1』
- 『SCIENCE FICTION』※2024 Mixとして収録

## カバー
SAKURAドロップス
- 2007年、キンモクセイ（アルバム『さくら』に収録）
- 2007年、SISTER KAYA（アルバム『桜～Complete Japanesque Reggae～』に収録）
- 2008年、SOTTE BOSSE（アルバム『Blooming e.p.』に収録）
- 2008年、かの香織（アルバム『Sakura Bossa』に収録）
- 2009年、Jazzin' park（アルバム『sakura flavor』に収録）
- 2014年、井上陽水（アルバム『宇多田ヒカルのうた -13組の音楽家による13の解釈について-』『UNITED COVER 2』に収録）
- 2021年、阿部真央（アルバム『MY INNER CHILD MUSEUM』に収録）
- 2022年、岩佐美咲（シングル『アキラ（特別盤B）』）
- 2022年、クレナズム（配信シングル「SAKURAドロップス / 面影」[3] 及び 1stフルアルバム『日々は季節をめくって』に収録。）

Letters
- 2014年、椎名林檎（アルバム『宇多田ヒカルのうた -13組の音楽家による13の解釈について-』に収録）